# Pheradi Majus

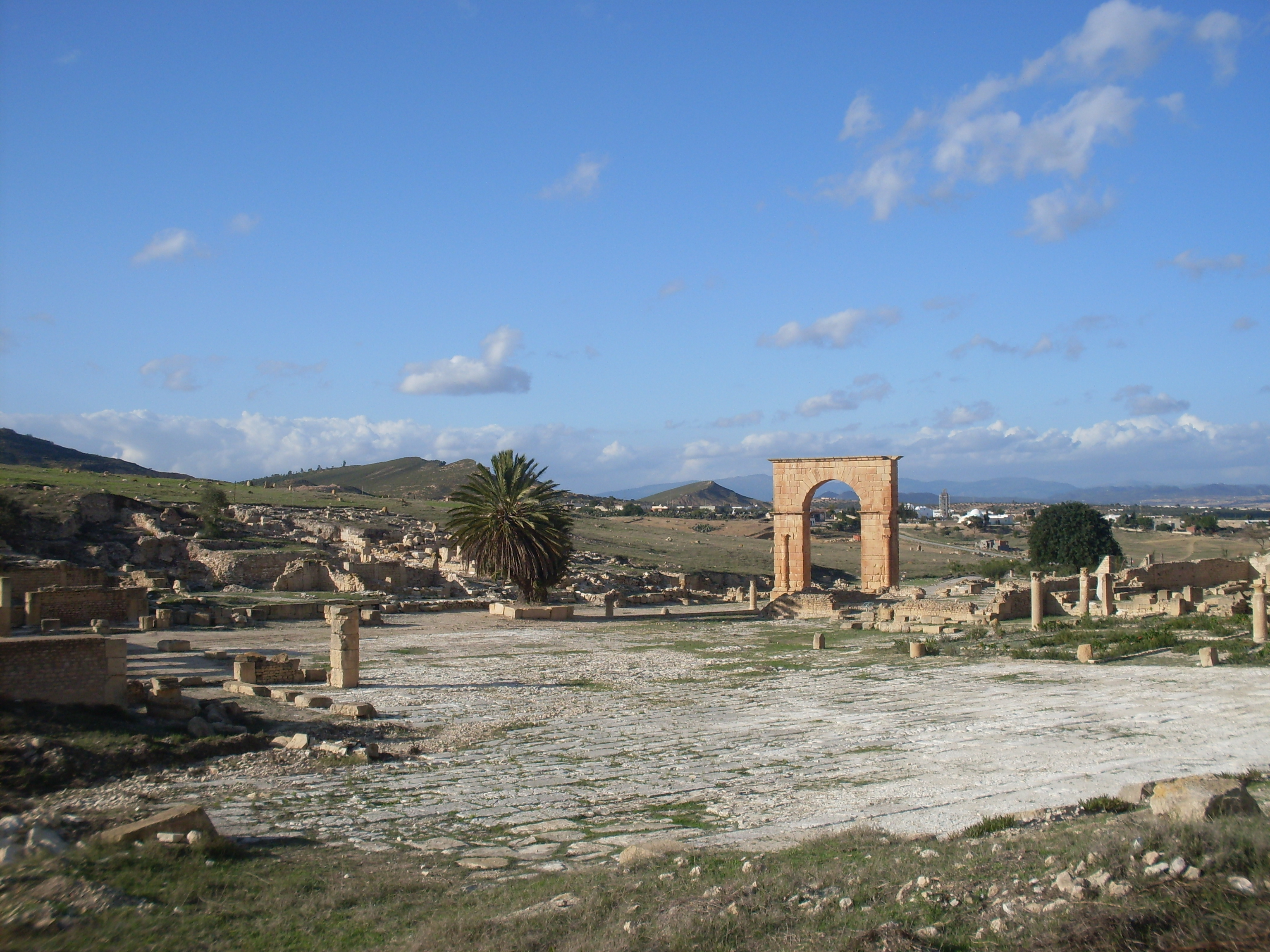
Vist de Pheradi Majus

Pheradi Majus es un yacimiento arqueológico de Túnez de origen romano situado en los alrededores de la ciudad de Sidi Khelifa entre Hammamet y Susa.
Su origen se remonta al siglo III a. C.. La ciudad se convirtió en municipio bajo el mandato de Marco Aurelio y asentamiento romano antes de ser abandonado en el siglo III . El nombre de la ciudad fue identificado gracias a un texto en latín de una dedicatoria Neptuno Augusto por la salvación del emperador romano Antonino Pío firmado por un notable local llamado Marcus Barigbalus Pheraditanus Majus.
Los monumentos más importantes del yacimiento fueron construidos entre finales del siglo II y comienzos del siglo III  :
- las termas descubiertas en 1972 que ocupan una superficie de 500 m². Contiene, como todos los monumentos de este tipo, un vestíbulo, las letrinas semicirculares, una gran sala cubierta de mosaico (apodyterium), un frigidarium , piso de mosaico con una estanque en ábside, un tepidarium donde se encuentra un estanque rectangular y caldarium con dos ábsides ;

- el foro está rodeado de portíoos en tres de sus lados. La puerta del foro es un arco que reposa sobre dos jambas flanqueada pro dos nichos que pueden contener estatuas de divinidades. El techo de uno de los nicho lleva unas insignias: tallos de mijo, hiedra, corona de cinco puntas, etc. ;
- el mercado se puede describir más o menos como un rectángulo irregular con un patio rodeado de un pórtico pavimentado;
- el ninfeo se indica con una hermosa galería provista con cinco arcos que albergan cinco estanques. La fuente brota de la parte inferior de uno de los estanques, un sexto estanque más grande para evacuar el agua hacia otros edificios, tales como termas y cisternas;

- el complejo religioso se encuentra en una colina y fue siempre identificado como una fortaleza . Compuesto por varios templos construidos con grandes bloques de piedra, el monumento únicamente conserva los basamentos con dos pisos de habitaciones y bóvedas, la planta superior ha desaparecido completamente , que estaba iluminada por tres ventanas que miran al mar